# Karaimer

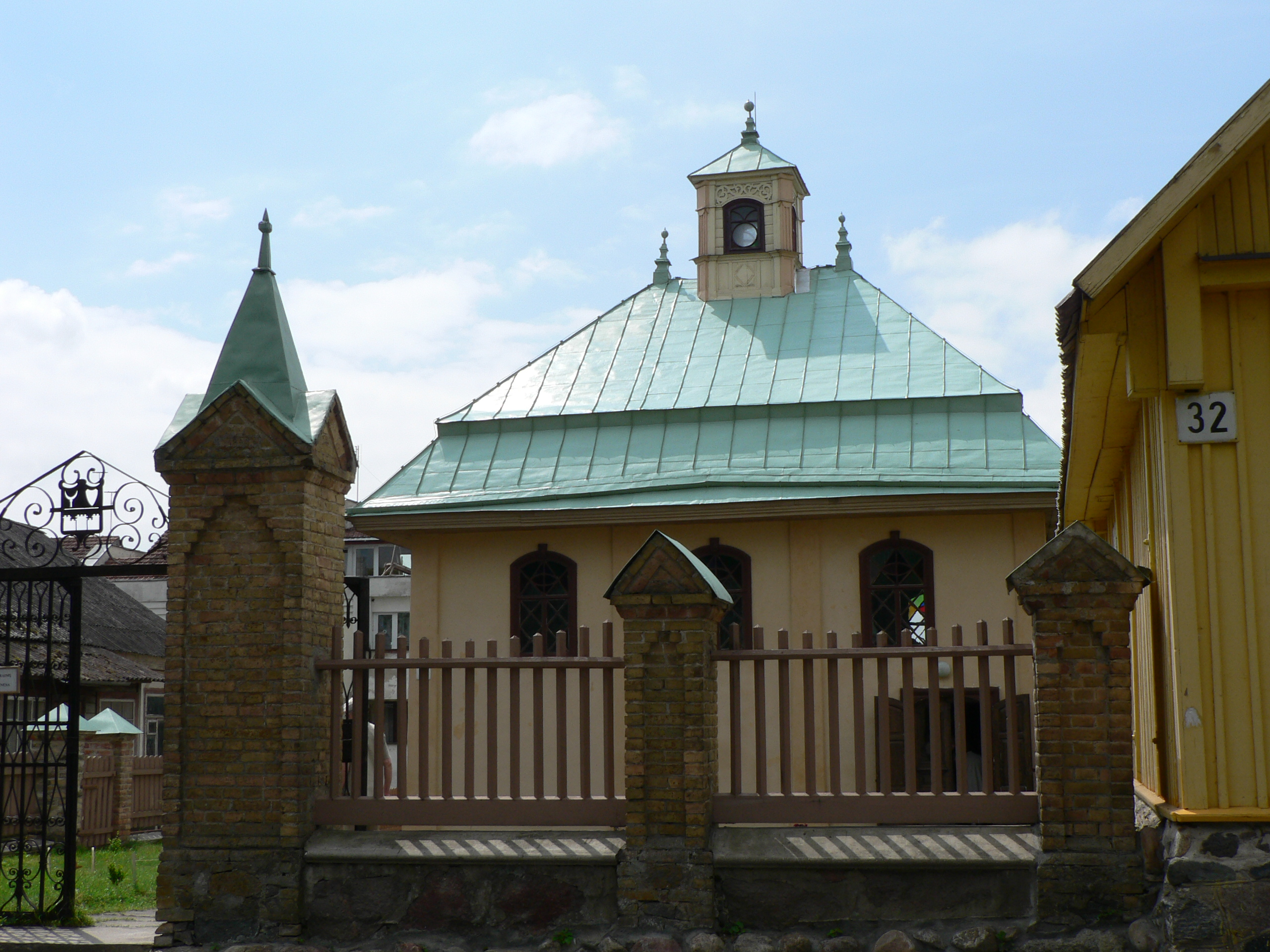
Den karaimiska kenesan i Trakai.

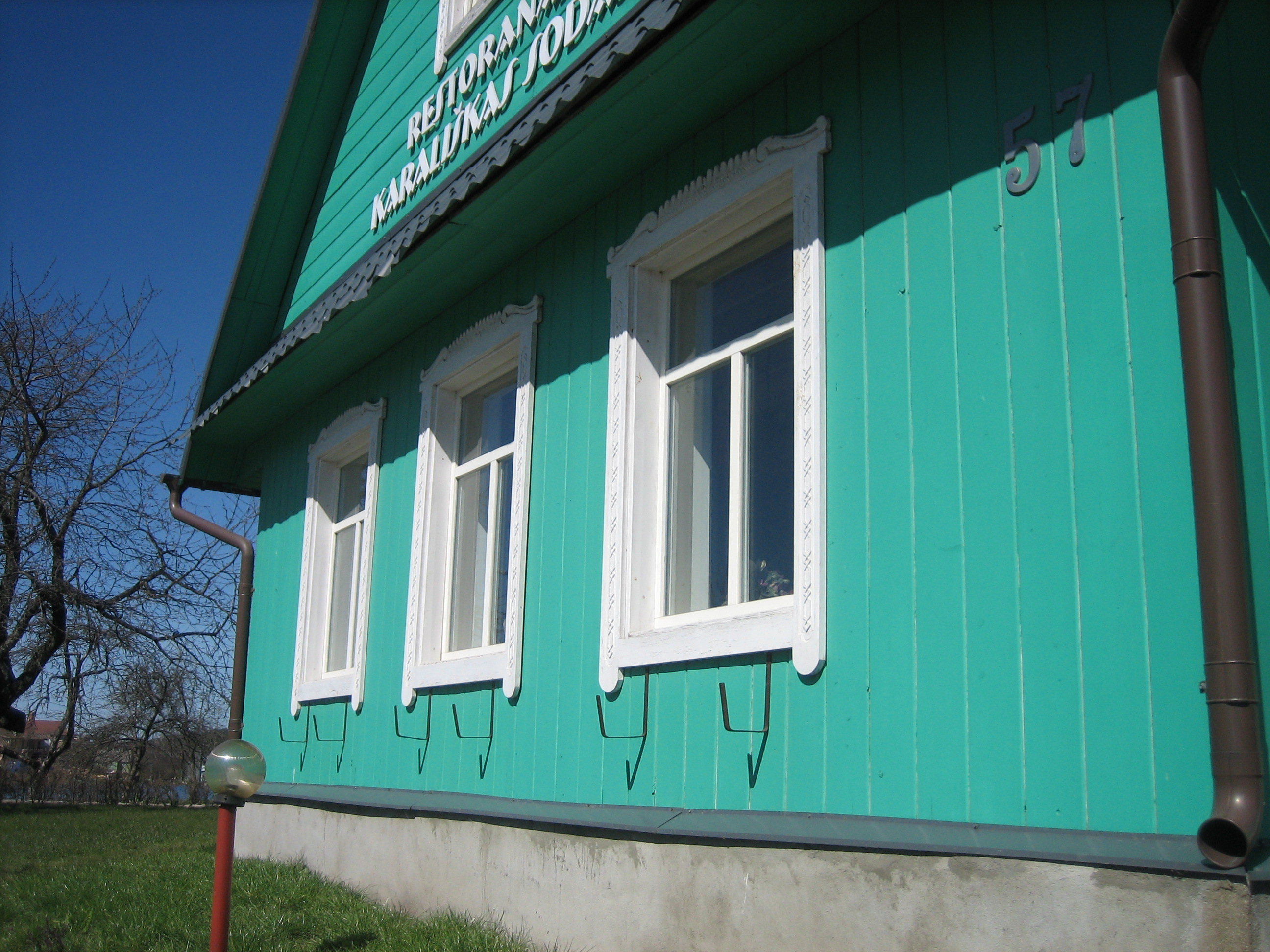
Tre gavelfönster utmärker karaimiska hus. Här en karaimisk restaurang i Trakai i Litauen.

Karaimer är ett turkfolk i Litauen, Polen och Ukraina som talar karaimiska. De är ättlingar till karaiter och är nu i stort sett utdöda. Deras religion är särpräglad; närmast att räkna som en gren av judendomen. 1997 fanns 257 karaimer i Litauen (färre än 100 behärskar dock idag det karaimiska språket) och 133 i Polen. Kulturellt centrum för karaimerna är idag Trakai i Litauen.

## Historia
Se även Karaitisk judendom

### Ursprung
Karaimernas etniska identitet baseras dels på deras turkiska språk, dels på deras religion. Den karaitiska judendomen grundades i slutet av 600-talet i Bagdad av Anan ben David. Ättlingar till israeliter vars religion var karaism och språk grekiska flyttade från Konstantinopel till Krimhalvön.
Karaimernas historia i Litauen tog sin början kring år 1400 med kung Vytautas den Store, vars porträtt finns i nästan alla karaimiska hem. Efter ett krig mot den mongoliska Gyllene horden på Krim 1397 förde han med sig 380 karaimska familjer hem till sin huvudstad Trakai.

### Livet i Litauen
Vytautas uppdrog åt karaimerna att bevaka fursteborgen, dit tillträde endast kunde ske via en bro från den stadsdel som karaimerna då fick som sin egen. Än idag är alla husen vid Karaimu Gatvę ("Karaimgatan") av trä, målade i grönt och gult och med tre fönster som vetter mot gatan (till skillnad från litauiska hus som oftast har två). Att deras hus fick tre fönster mot gatan förklarades med att detta visade deras rikedom, medan ett fjärde fönster ansågs vara för pråligt och uppseendeväckande.
Till en början arbetade karaimerna som slottsvakter. För att karaimerna skulle bli fast bosatta fick de av kung Kasimir IV år 1441 samma rättigheter som borgarna i Magdeburg, den så kallade magdeburgska stadsrätten som var den tidens förebild för självstyre. De kom alltmer att sysselsätta sig med jordbruk och trädgårdsskötsel, hästuppfödning och olika hantverk o så småningom att utgöra en medelklass mellan aristokratin och de livegna som brukade jorden.
Karaimernas överhuvud var en "vaitas" som valdes inom gruppen och som var deras officielle representant i kontakterna med de polsk-litauiska kungarna.
Det karaimiska självstyret fortlevde fram till Polens tredje delning i slutet av 1700-talet. När Trakai övergick till det ryska tsardömet utgjordes hälften av invånarna av karaimer. Deras legala status förändrades därefter. Först buntades de ihop med muslimska krimtatarer, men 1863 fick de ställning som egen religiös minoritet med en särskild överstepräst, "hakhan".

### 1900-talet
Under första världskriget evakuerades karaimerna österut till olika ryska städer – framför allt till Krim. 1920 kunde de återvända men då för att finna sig uppdelade mellan de nya staterna Litauen och Polen. Familjer splittrades och kommunikationerna mellan de små samfunden försvårades, men den nationella känslan stärktes av den växande nationalismen i de nya staterna. De kulturella aktiviteterna var under mellankrigstiden omfattande. Ett par tidskrifter utkom, ett sällskap för den karaimiska litteraturens och historiens vänner grundades.
När tyskarna under andra världskriget tågade in i Baltikum fastställde de att karaimerna rasmässigt i likhet med deras allierade krimtatarerna var turktatarer. Efter kriget hamnade karaimerna genom den nya gränsdragningen i sovjetrepubliken Litauen. De deltog där aktivt i kampen för Litauens oberoende. I april 1992 fick den karaimiska folkgruppen en särskild rättsställning som en religiös minoritet med en litauisk historia sedan 1300-talet.

## Livet idag
Medan 11 procent av den litauiska befolkningen har genomgått högre utbildning ligger denna siffra på 44 procent bland karaimerna. 66 procent arbetar i ledande positioner inom förvaltningen.[källa behövs]
På Karaimgatan, Karaimu gatve, i Trakai finns en kenesa, den helgedom där karaimerna utövar den särpräglade religion som givit dem deras identitet. I Europa finns endast tre kvarvarande kenesor, varav två i Litauen. Förutom i Trakai finns en kenesa på Liubartogatan i Vilnius. Under den sovjetiska ockupationen efter andra världskriget stängdes eller revs flera kenesor, vilket fick förödande inverkan på den karaimiska identiteten som alltid hållits samman av religionen.